# Damasceno de Atenas
O Arcebispo Damaskinós Papandréu, em grego Αρχιεπίσκοπος Δαμασκηνός Παπανδρέου, (Dorvitsá, Etólia-Acarnânia, 3 de março de 1891 – Atenas, 20 de maio de 1949) foi um arcebispo greco-ortodoxo de 1941 até sua morte. Foi também regente da Grécia, desde o fim da ocupação alemã (1944) até novembro de 1945, isto é, pouco antes do retorno do rei Jorge II à Grécia (1946), ainda em plena guerra civil.
Nascido Dimítrios Papandréu (Δημήτριος Παπανδρέου), ocupou o cargo de primeiro-ministro da Grécia de 17 de Outubro de 1945 até 1 de Novembro de 1945.